# クレイ郡 (アーカンソー州)
クレイ郡（英: Clay County）は、アメリカ合衆国アーカンソー州の北東隅に位置する郡である。2010年国勢調査での人口は16,083人であり、2000年の17,609人から8.7％減少した。郡庁所在地は2つあり、西部はコーニング市（人口3,377人）であり、東部はピゴット市（人口3,849人）である。アルコールの販売が禁止されるか、あるいは制限される禁酒郡である。

## 歴史
クレイ郡は1873年3月24日に州内67番目の郡として設立され（バクスター郡と同日）、郡名は当時アーカンソー州上院議員ジョン・M・クレイトンに因んで「クレイトン郡」と名付けられた。クレイトンの兄弟は当時アメリカ合衆国上院議員だったパウェル・クレイトンだった。資料によってはパウェル・クレイトンに因む命名とするものがある。
2年後の1875年12月6日、アーカンソー州議会によって郡名が短く「クレイ」だけとなった。資料に拠っては伝説的政治家ヘンリー・クレイに因むものとするが、別の資料ではやはりジョン・M・クレイトンに因んだとしている。いずれにしても、ジョン・M・クレイトンがアーカンソー州知事を務め、クレイ郡がまだグリーン郡の一部だった1868年にクレイトンが戒厳令を宣言し、選挙を延期させたことで、郡内にクレイトンに対する不信感が尾を引いていたことが、改名の理由とされている。
最初の郡庁所在地は1873年に設立されたコーニングであり、セントルイス・アイアンマウンテン・アンド・サザン鉄道が開通し、郡内では最初の法人化された町となった。しかし、ブラック川やキャッシュ川の東に住む人々は、洪水の季節にコーニングまで来るのが難しくなるので、1877年に郡庁所在地はボイズビルに移された。このことで今度は川の西側に住む住人にとっては問題となり、1881年、コーニングが西側の郡庁所在地、ボイズビルが東側の郡庁所在地となった。1882年、セントルイス・アーカンソー・アンド・テキサス鉄道が開通し、グリーンウェイ、レクター、ピゴットなどの町が成長した。1887年、東部の郡庁所在地がピゴットに移され、以降2つの郡庁所在地体制が継続している。郡政委員会など郡の重要な機能はピゴットとコーニング交替で開催している。
1972年4月6日、バート・グリサムに令状を執行しようとした保安官ダグラス・ベイティと2人の副保安官グレン・レイ・アーチャーおよびトロイ・キーが射撃戦で死亡した。ベイティの後任にウィリアム・オマス・ポンドが就任したが、ポンドも1973年6月8日の自動車事故で死んだ。

## 地理
アメリカ合衆国国勢調査局に拠れば、郡域全面積は641.42平方マイル (1,661.3 km2)であり、このうち陸地639.30平方マイル (1,655.8 km2)、水域は2.12平方マイル (5.5 km2)で水域率は0.33％である。

### 主要高規格道路
- アメリカ国道49号線
- アメリカ国道62号線
- アメリカ国道67号線
- アーカンソー州道90号線
- アーカンソー州道119号線
- アーカンソー州道139号線

### 隣接する郡
- バトラー郡 (ミズーリ州) - 北
- ダンクリン郡 (ミズーリ州) - 東
- グリーン郡 - 南
- ランドルフ郡 - 西
- リプリー郡 (ミズーリ州) - 北西

## 人口動態

人口ピラミッド

以下は2000年の国勢調査による人口統計データである。
| 基礎データ - 人口: 17,609人 - 世帯数: 7,417 世帯 - 家族数: 5,073 家族 - 人口密度: 11人/km2（28人/mi2） - 住居数: 8,498軒 - 住居密度: 5軒/km2（13軒/mi2） 人種別人口構成 - 白人: 98.08% - アフリカン・アメリカン: 0.19% - ネイティブ・アメリカン: 0.69% - アジア人: 0.08% - その他の人種: 0.15% - 混血: 0.81% - ヒスパニック・ラテン系: 0.80% 年齢別人口構成 - 18歳未満: 23.1% - 18-24歳: 7.7% - 25-44歳: 25.3% - 45-64歳: 24.6% - 65歳以上: 19.4% - 年齢の中央値: 40歳 - 性比（女性100人あたり男性の人口） - 総人口: 93.5 - 18歳以上:88.3 | 世帯と家族（対世帯数） - 18歳未満の子供がいる: 28.3% - 結婚・同居している夫婦: 56.6% - 未婚・離婚・死別女性が世帯主: 8.6% - 非家族世帯: 31.6% - 単身世帯: 28.4% - 65歳以上の老人1人暮らし: 16.7% - 平均構成人数 - 世帯: 2.35人 - 家族: 2.87人 収入と家計 - 収入の中央値 - 世帯: 25,345米ドル - 家族: 32,558米ドル - 性別 - 男性: 24,375米ドル - 女性: 17,146米ドル - 人口1人あたり収入: 14,512米ドル - 貧困線以下 - 対人口: 17.5% - 対家族数: 13.4% - 18歳未満: 21.2% - 65歳以上: 22.7% |

## 経済
クレイ郡の経済は農業が基盤である。郡内の農家は多様な作物を栽培している。米の生産量が多いが、綿花、大豆、トウモロコシ、干し草、ミロの生産量も多い。製造業はピゴット、コーニング、レクターなどの都市に一握りの工場があるだけである。

## 都市と町
| - コーニング - 郡庁所在地 - ダットー - グリーンウェイ - ノーベル | - マクドウガル - ニモンズ - ピーチオーチャード | - ピゴット - 郡庁所在地 - ポラード - レクター | - セントフランシス - スキャッタービル - サクセス |

## 郡区
アーカンソー州の郡はさらに郡区に小区分されている。各郡区には未編入領域と、編入済み自治体がある。現代の郡区にはその維持目的が限られたものになっている。アメリカ合衆国国勢調査局は郡区を元に人口を集計している。また系図調査など歴史的な目的には価値がある。1つ以上の郡区に入っている町や都市は統計調査に基づいて扱われる。クレイ郡の郡区は下記リストの17区であり、その中に含まれる町や都市を括弧書きしている。
- ベネット・レモンズ（マクドウガル）
- ブラドショー・ヘイウッド（グリーンウェイ）
- ブラウン・カーペンター（サクセス）
- キャッシュ・ウィルソン（ノーベル）
- チョークブラフ・リドル（セントフランシスの一部）
- クラーク（ピーチオーチャード）
- クリーブランド・ノースキルゴア（コーニングの一部）
- イーストオークブラフ・ブルーケイン（レクターの一部）
- グレッグホーン・サウスキルゴア（コーニングの一部）
- ジョンソン
- ノブ
- ネルソン（ダットー）
- ノースセントフランシス（ピゴットの一部）
- ペイン・スウェイン（ニモンズ）
- ポラード（ポラード）
- サウスセントフランシス（ピゴットの一部）
- ウェストオークブラフ（レクターの一部）